# Юлиян Радулски
Юлиян Радулски е български шахматист, гросмайстор от 2004 година. През 2011 г. става републикански шампион по шахмат на Държавното индивидуално първенство за мъже в Банкя.
Започва активно да се занимава с шахмат през 1983 г. Неговият талант и отдаденост бързо го издигат нагоре в йерархията на българския и международния шахмат. Печели много медали в юношеските индивидуални и отборни първенства. В мъжкия отбор на СКШ „Локомотив“ – Пловдив дебютира през 1992 г. с резултат 6 точки от 7 партии, с което решаващо допринася за спечелената национална титла на своя клуб. През 2002 г. е бронзов медалист на Държавното индивидуално първенство и влиза в националния отбор. При участието му на олимпиадата в Блед, Словения през същата година, постига 9 т. в 13 партии. Получава званието международен майстор (IM) през 1997 г., а най-високото отличие – гросмайстор (GM) – му е присъдено през 2004 г. 
През 2009 му се ражда дъщеря - Елена Радулска, която също проявява интерес към шахматната игра.
В своя пик, през ноември 2010 г., Юлиян Радулски достига най-високия си рейтинг от 2606 Ело, което го позиционира сред водещите български шахматисти и достига  187-мо място в световната ранглиста.
Кулминацията на индивидуалната му кариера настъпва през 2011 година, когато Юлиян Радулски извоюва титлата шампион на България по шахмат на 75-ото Държавно индивидуално първенство за мъже, провело се в Банкя. Тази победа е изключително значимо постижение, тъй като е първият му златен медал от национално първенство, затвърждавайки мястото му сред елита на българския шахмат. Той завършва турнира с впечатляващите 9.5 точки, изпреварвайки конкурентите си. През 2012 година, на 76-ото Държавно индивидуално първенство за мъже в Панагюрище, въпреки напредващото заболяване, завършва 6-ти.
Освен националния си триумф, Радулски многократно представя България на международни форуми:
Шахматни олимпиади: Той е част от националния отбор на България на Шахматните олимпиади през 2002 г. (Блед, Словения), 2004 г. (Калвия, Испания).
Европейски отборни първенства: Участва и на Европейските отборни първенства през 2001 г. (Леон, Испания) и 2003 г. (Пловдив, България).
Международни турнири: Юлиян Радулски е бил победител и призьор в редица силни международни турнири, включително  IX Najdorf Memorial Open Festival (Warsaw POL) през 2010 г. и 23rd edition of open tournament "Ciudad de Ferrol Open" (Spain) през 2011 г. Той играе за различни клубове в Европа, сред които "Локомотив 2000 Пловдив" в България.
Почива на 16 февруари 2013 г.
През 2015 г. се провежда първият от четири мемориала "Юлиян Радулски".

## Участия на шахматни олимпиади
| Година | Организатор | Отбор    | Класиране (отборно) | Дъска         |
| 2002   | Блед        | България | 27                  | Четвърта      |
| 2004   | Калвия      | България | 9                   | Втора резерва |